# Ассанский язык
Ассанский язык (асанский язык) — ныне мёртвый язык из енисейской группы палеоазиатских (палеосибирских) языков из кетско-асанской семьи. Вымер в XVIII веке.
Был распространён к востоку от Красноярска, от Енисея до Кана.